# Philippe Baby Casgrain
Pour les articles homonymes, voir Casgrain.
Pour les autres membres de la famille, voir Famille Casgrain.
Philippe Baby Casgrain (30 décembre 1826 - 23 mai 1917) est un auteur, avocat et homme politique fédéral du Québec.

## Biographie
Né à Québec, Casgrain est le fils de l'homme politique du Bas-Canada Charles-Eusèbe Casgrain. Il étudie le droit au Collège de Sainte-Anne-de-la-Pocatière. Après avoir appris son métier avec Jean-Thomas Taschereau, il fut nommé au Barreau du Québec en 1850 et pratiqua à Québec avec le futur premier ministre du Québec Pierre-Joseph-Olivier Chauveau. Il devint ensuite protonotaire de la Cour supérieure du Québec dans le district de Québec et nommé au Conseil de la Reine en 1879.
Élu député du Parti libéral du Canada dans la circonscription fédérale de L'Islet en 1872, il sera réélu en 1874, 1878, 1882 et en 1887. Il sera défait par le conservateur Louis-Georges Desjardins en 1891.
En tant qu'auteur il écrivit plusieurs livres dont:
- Letellier de Saint-Just et son temps (1895)
- La maison d'Armoux où Montcalm est mort (1903)
- Les batailles des Plaine d'Abraham et de Sainte-Foy (1908)
- The Problems of transportation in Canada (1909)
- Notre système judiciaire (1911)

Plusieurs membres de sa famille eurent une carrière en politique fédérale dont son fils Joseph Philippe Baby Casgrain qui a été sénateur de 1900 à 1939, son neveu Thomas Chase-Casgrain qui fut député de Montmorency de 1896 à 1904 et du Comté de Québec de 1914 à 1916, son cousin Louis Beaubien qui a été député d'Hochelaga de 1872 à 1874 et son frère Charles-Eusèbe Casgrain (fils) qui fut sénateur de 1887 à 1907.